# Neum
Neum (en cyrillique : Неум) est une ville et une municipalité de Bosnie-Herzégovine située dans le canton d'Herzégovine-Neretva et dans la fédération de Bosnie-et-Herzégovine. Selon les premiers résultats du recensement bosnien de 2013, la ville intra muros compte 3 236 habitants et la municipalité 4 960.
Neum est la seule ville maritime de Bosnie-Herzégovine. Elle compte environ 21 kilomètres de côtes qui constituent le seul accès du pays à la mer Adriatique. Celui-ci coupe la côte croate sur une dizaine de kilomètres mais la façade maritime est plus longue puisque le territoire comprend une péninsule parallèle à la côte qui délimite une baie ouverte vers le nord ouest.

## Géographie
Neum est située à 60 kilomètres au nord-ouest de Dubrovnik (80 kilomètres de son aéroport), à 70 kilomètres de Mostar et de Međugorje, à 30 kilomètres de Ploče et Metković, possédant toutes deux des gares ferroviaires.

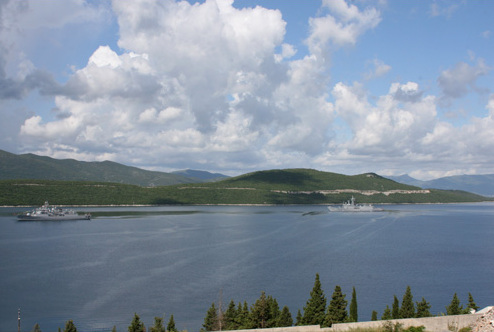
La côte adriatique de la Bosnie-Herzégovine

Bien que territorialement reliée au reste du territoire de la Bosnie-Herzégovine, Neum est cependant une enclave dite « pratique ». En effet, la seule route d’importance qui traverse la ville est la nationale croate parcourant la côte dalmate. Il faut donc franchir la frontière avec la Croatie et remonter la proche vallée de la Neretva pour atteindre Mostar. Un projet de création d'une route praticable sur la M17.3 (de), actuellement en mauvais état et interdite au trafic lourd, vers la localité bosnienne de Hutovo est cependant à l'étude.

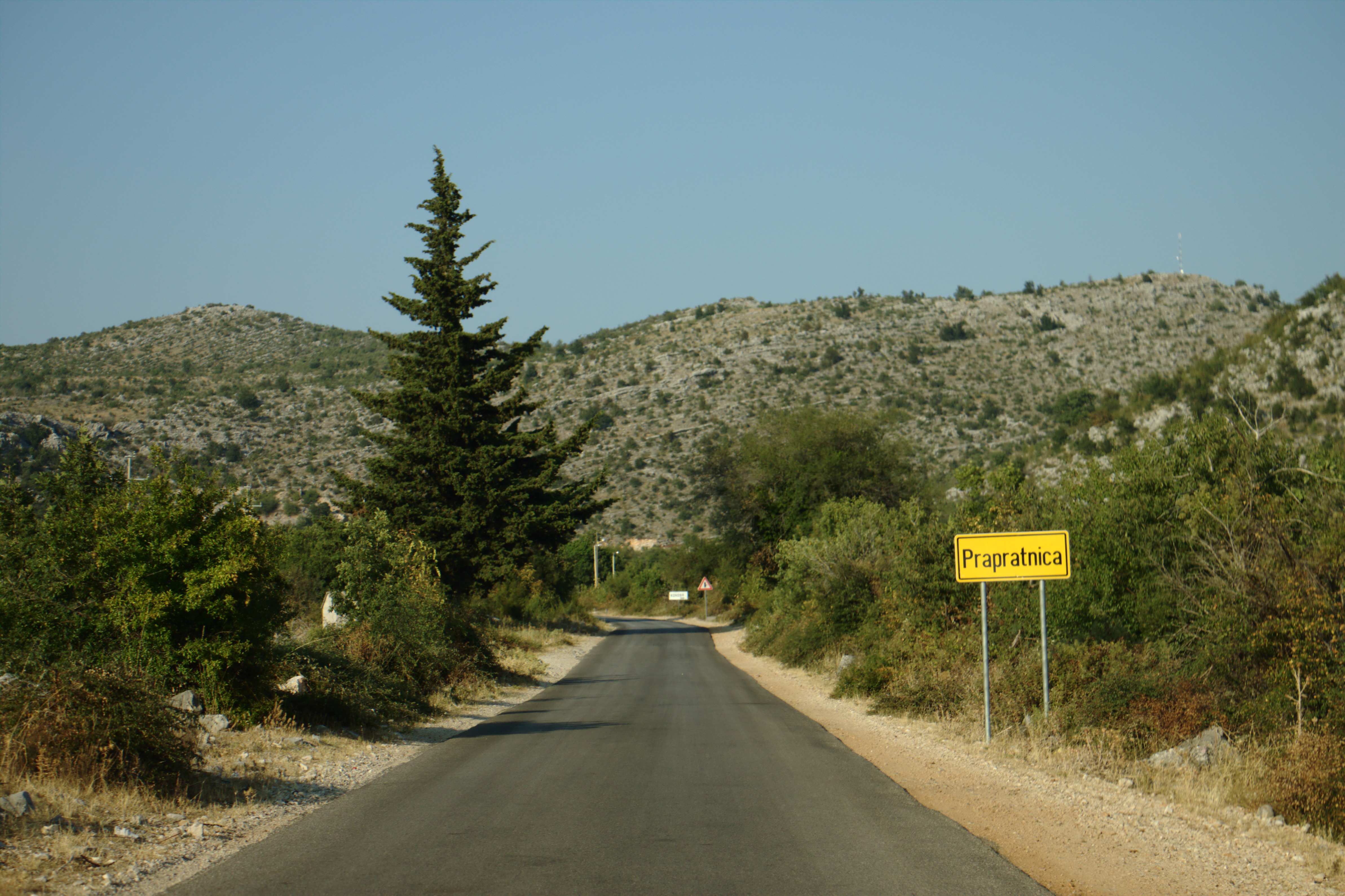
La route M17.3

## Climat
Neum jouit d'un climat tempéré chaud, avec une température moyenne annuelle de 15,2 °C ; juillet est le mois le plus chaud de l'année, avec une moyenne de 24,4 °C. Le mois le plus froid est janvier avec une moyenne de 6,6 °C. La moyenne des précipitations annuelles est de 1 249 mm/m2, avec les précipitations mensuelles les plus faibles en juillet et les plus élevées en novembre.
| Mois                                 | Janv | Fév  | Mars | Avr  | Mai  | Juin | Juil | Août | Sept | Oct  | Nov  | Déc  | Année |
| ------------------------------------ | ---- | ---- | ---- | ---- | ---- | ---- | ---- | ---- | ---- | ---- | ---- | ---- | ----- |
| Températures maximales moyennes (°C) | 9,7  | 11,3 | 14,3 | 17,5 | 22,5 | 26,2 | 29,7 | 29,4 | 25,9 | 20,6 | 14,8 | 11,2 |       |
| Températures moyennes (°C)           | 6,6  | 7,9  | 10,2 | 13,0 | 17,6 | 21,2 | 24,4 | 24,2 | 20,9 | 16,3 | 11,4 | 8,2  | 15,2  |
| Températures minimales moyennes (°C) | 3,6  | 4,5  | 6,1  | 8,6  | 12,7 | 16,3 | 19,2 | 19,0 | 16,0 | 12,1 | 8,0  | 5,2  |       |
| Précipitations moyennes (mm)         | 135  | 123  | 106  | 100  | 75   | 59   | 38   | 52   | 88   | 127  | 174  | 172  | 1249  |

## Histoire et géopolitique

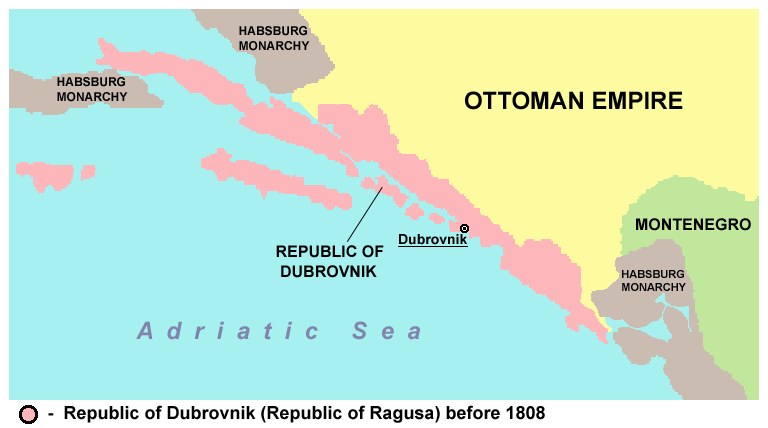
La République de Raguse entourée par les territoires de Neum et Sutorina, cédés à l'Empire Ottoman.
République de Raguse
Empire ottoman
République de Venise

La présence de cet accès maritime et de ses frontières, faisant de la région de Dubrovnik une exclave croate, est ancienne. Elle s'explique par la cession de deux zones tampons par la république de Raguse (actuelle Dubrovnik) à l'Empire ottoman lors du traité de Karlowitz en 1699, dans le but de se protéger des ambitions de la république de Venise. Ces deux territoires sont la région de Neum au nord et celle de Sutorina avec le port de Herceg Novi au sud. En conséquence, de 1699 à 1908, la ville fait partie de l’Empire ottoman, pour lequel l’existence de cette séparation terrestre entre les possessions vénitiennes et Dubrovnik devait permettre un accès maritime, mais aussi la perception de droits de douane.
Les frontières déterminées lors du premier traité sont réaffirmées en 1718 par le traité de Passarowitz, mais les Ottomans, fatigués de négocier en vain avec Venise pour un élargissement de leur accès maritime, ont simplement usurpé le territoire de Gornji Klek et la majeure partie de la péninsule de Klek appartenant à la république ragusaine qui les avait acheté au roi bosnien Stjepan Dabiša à la fin du XIVe siècle. Après la chute de la République vénitienne en 1797 et le congrès de Vienne en 1815, l'empire d'Autriche, qui a annexé à la fois les possessions dalmates de Venise et le territoire de Raguse, tente de racheter les enclaves Neum et Sutorina aux Ottomans, en vain. En conséquence, l'Autriche stationne un navire de guerre pour bloquer l'accès au port de Neum jusqu'au traité de Berlin de 1878 : Neum et Sutorina sous contrôle ottoman depuis 179 ans, sont désormais de facto administrées par l’Autriche-Hongrie, celle-ci possédant désormais le condominium de Bosnie-Herzégovine.

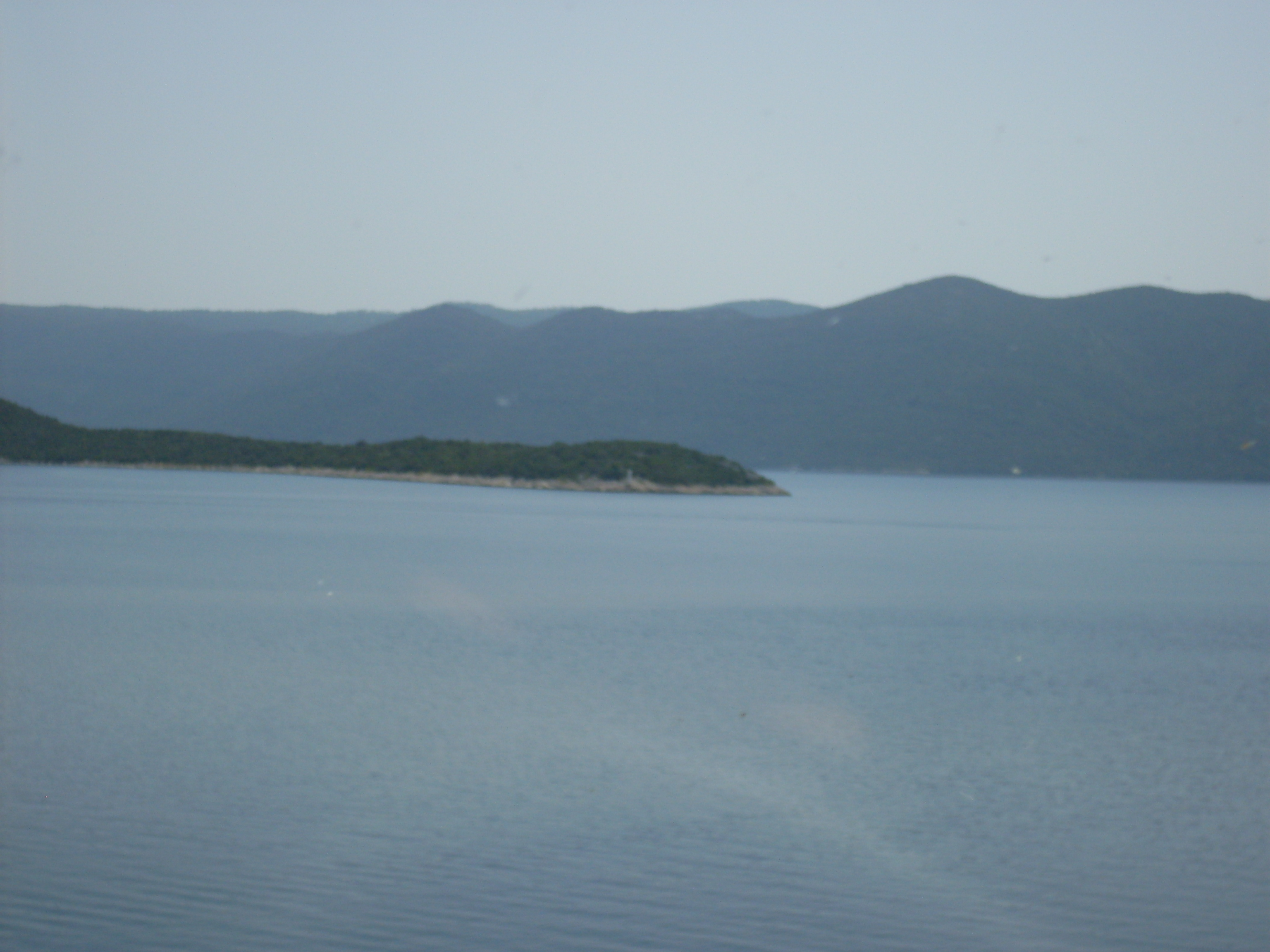
La péninsule de Klek.

En 1918, à la suite de la défaite de l'Empire austro-hongrois lors de la Première Guerre mondiale, Neum rejoint le royaume des Serbes, Croates et Slovènes qui devient le royaume de Yougoslavie en 1929. Sous la Dynastie Karađorđević, le gouvernement yougoslave ignore les frontières héritées de l'histoire à deux reprises : en 1929, lorsque la région de Neum est incluse dans la Banovine du Littoral, puis en 1939, à la suite de l'accord Cvetković-Maček où elle est intégrée à la banovine de Croatie.
Après la Seconde Guerre mondiale, la république fédérative socialiste de Yougoslavie de Tito est fondée sur le principe d'établir les républiques fédérées à leurs frontières de 1878, c'est pourquoi l'enclave de Neum est incluse dans la république populaire de Bosnie-Herzégovine, y compris la majeure partie de la péninsule de Klek, les deux îlots Veliki et Mali Školj et le rocher de Lopata dans la baie de Klek. Néanmoins, le territoire de Sutorina est quant à lui intégré à la république populaire du Monténégro. Lors de la dislocation de la Yougoslavie et de l'indépendance des deux pays respectifs, Sutorina devient un litige frontalier entre la Bosnie-Herzégovine et le Monténégro : ce litige se résout finalement par un accord frontalier entre les deux parties en 2015.

## Localités

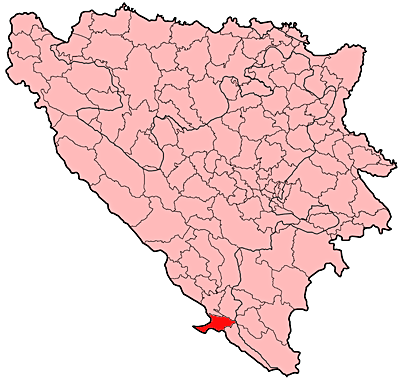
Localisation de la municipalité de Neum en Bosnie-Herzégovine

La municipalité de Neum compte 27 localités :
| - Babin Do - Borut - Brestica - Broćanac - Brštanica - Cerovica - Cerovo - Crnoglav - Dobri Do | - Dobrovo - Donji Drijen - Donji Zelenikovac - Dubravica - Duži - Glumina - Gornje Hrasno - Gradac - Hotanj Hutovski | - Hutovo - Kiševo - Mošević - Neum - Prapratnica - Previš - Rabrani - Vinine - Žukovica |

## Démographie

### Villeintra muros

#### Évolution historique de la population dans la villeintra muros
| 1948 | 1953 | 1961 | 1971 | 1981 | 1991  | 2013  |
| ---- | ---- | ---- | ---- | ---- | ----- | ----- |
| -    | -    | 308  | 360  | 602  | 1 651 | 3 236 |

|  |

### Municipalité

#### Évolution historique de la population dans la municipalité
| 1961  | 1971  | 1981  | 1991  | 2013  |
| ----- | ----- | ----- | ----- | ----- |
| 5 155 | 4 781 | 4 030 | 4 325 | 4 960 |

#### Répartition de la population dans la municipalité (1991)
En 1991, sur un total de 4 325 habitants, la population se répartissait de la manière suivante :

## Politique
À la suite des élections locales de 2012, les 17 sièges de l'assemblée municipale se répartissaient de la manière suivante :
| Parti                                                            | Sièges |
| ---------------------------------------------------------------- | ------ |
| Union démocratique croate de Bosnie-Herzégovine (HDZ BiH)        | 9      |
| Union démocratique croate 1990 (HDZ 1990)                        | 4      |
| Parti populaire pour l'amélioration par le travail (Za boljitak) | 2      |
| Parti social-démocrate (SDP)                                     | 1      |
| Parti Croate du Droit (HSP BiH - extrême droite)                 | 1      |

Živko Matuško, membre de l'Union démocratique croate de Bosnie et Herzégovine (HDZ BiH), a été réélu maire de la municipalité,.

## Tourisme

### Tourisme balnéaire et aquatique

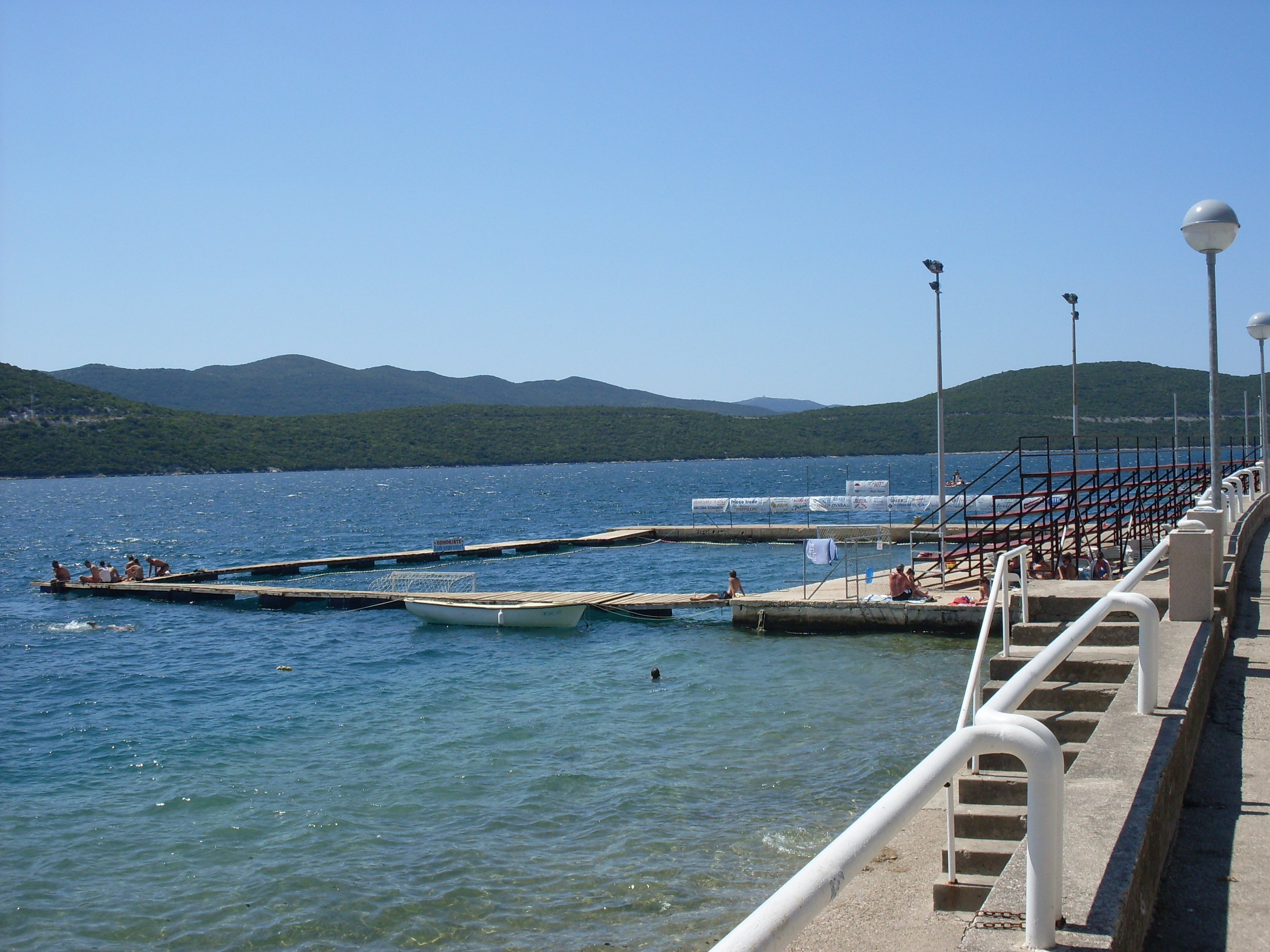
Bassin de water-polo à Neum

Neum possède divers hôtels et infrastructures touristiques. Les prix y sont généralement inférieurs à ceux de la Croatie voisine, ce qui en fait une cité fréquentée pour le commerce. Les formalités frontalières avec la Croatie sont limitées en temps de paix (carte d’identité pour les citoyens de l’Union européenne).
Neum possède environ  5 000 lits pour le tourisme, 1 810 en hôtel, le reste en motels, villas et chambres chez l’habitant. Seule la côte est exploitée pour le tourisme, l’arrière-pays étant cependant riche d’un point de vue archéologique, et possédant une nature préservée.
Le site offre diverses activités de plage et de sport aquatique.

### Monuments culturels

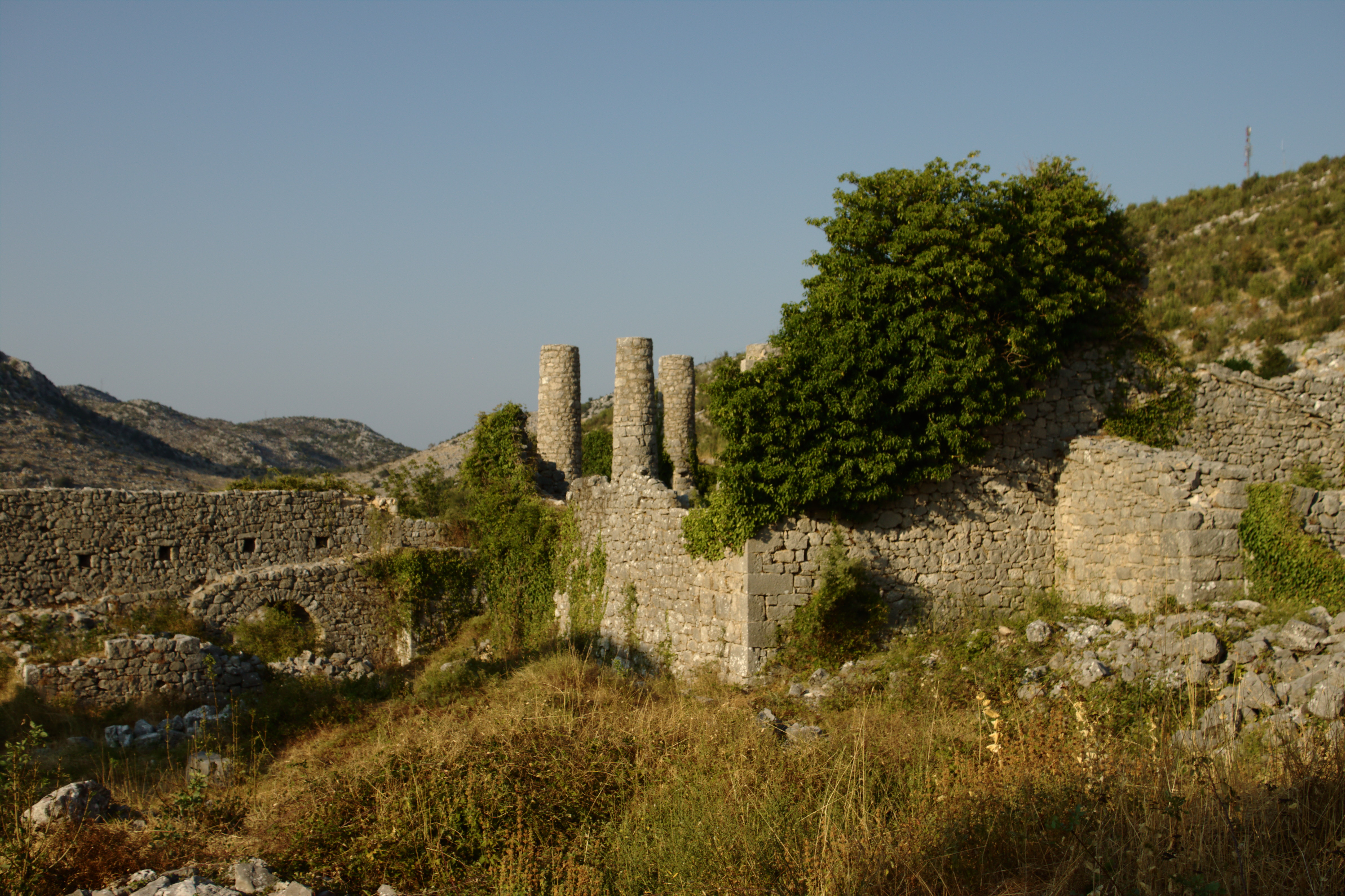
Vestiges de la forteresse de Hutovo

Parmi les monuments nationaux, on peut signaler les vestiges la forteresse de Hutovo, qui remonte peut-être au XVIIIe siècle, ainsi que des nécropoles abritant des stećci, un type particulier de tombes médiévales, comme celles de Crkvina avec 101 stećci, de Brštanica avec 74 stećci ou de Međugorje avec 62 stećci.

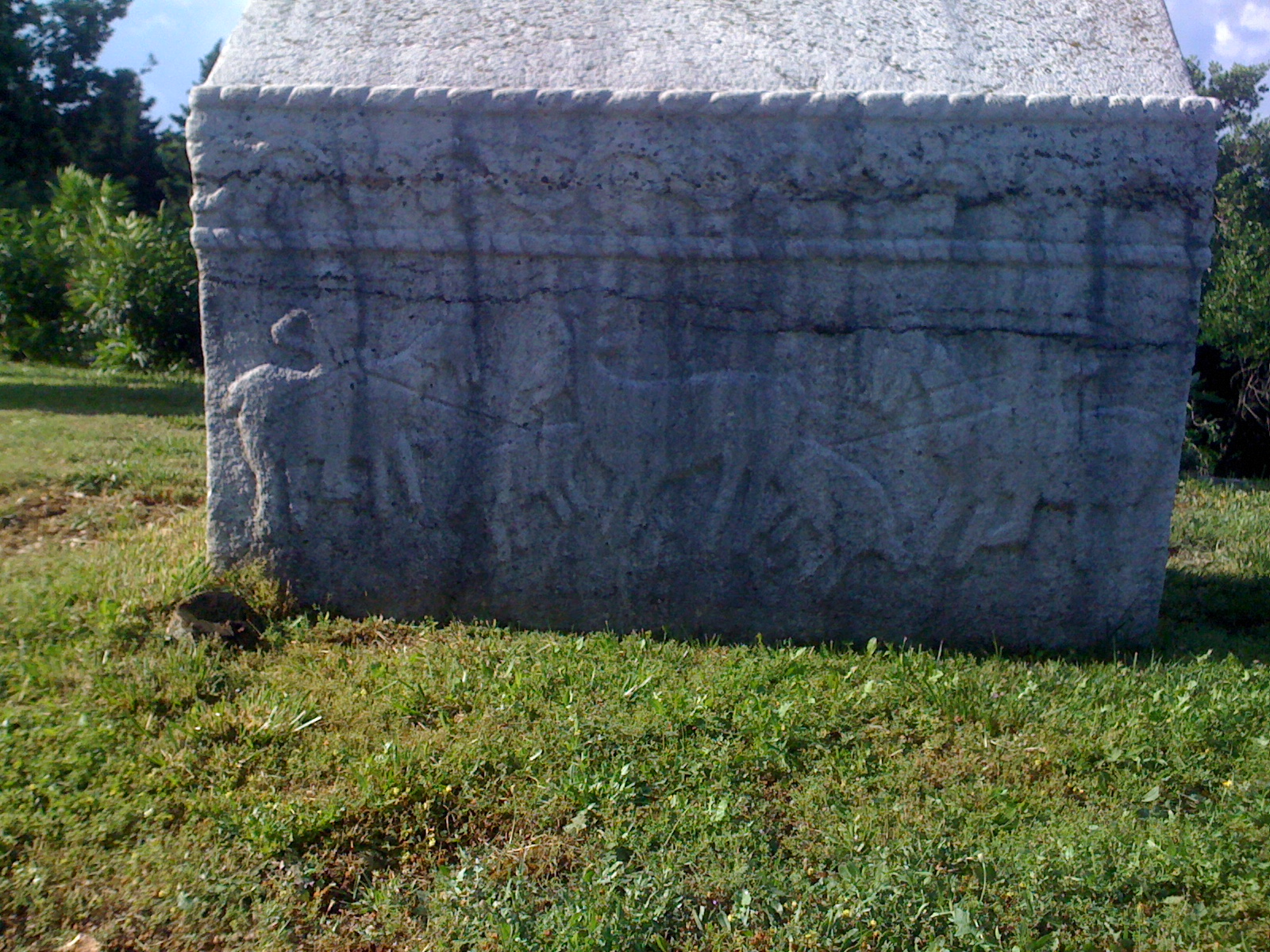
Un stećak dans la nécropole de Međugorje